# Jonatan Valle
Jonatan Valle Trueba (Santander, 30 dicembre 1984) è un ex calciatore spagnolo, di ruolo centrocampista.

## Carriera

### Club
Ha giocato nella massima serie dei campionati spagnolo e russo, e nella seconda divisione spagnola.